# Малявский, Артур
Арту́р Маля́вский (пол. Artur Malawski; 4 июля 1904, Прёмзель, Австро-Венгрия, ныне Пшемысль, Польша — 26 декабря 1957, Краков, Польша) — польский композитор, скрипач, дирижёр и педагог.

## Биография
Окончил Краковскую консерваторию по классу скрипки у Яна Хмелевского и по классу музыкальной теории у Бернардина Рицци. В 1936—1939 годах совершенствовался в Варшавской консерватории у Казимежа Сикорского (композиция) и Валериана Бердяева (дирижирование). В 1928—1936 годах преподавал скрипичную игру и теоретические предметы в Краковской консерватории. В 1928—1933 годах концертировал. В 1939—1954 годах преподавал композицию, дирижирование и теорию музыки в разных музыкальных учебных заведениях Польши, в т.ч. в консерваториях Кракова (1945—1957) и Катовице (1950—1954). Среди учеников: Ежи Катлевич, Кшиштоф Пендерецкий, Витольд Ровицкий, Анджей Добровольский, Ежи Семкув и другие. В 1948—1951 годах — председатель Польской секции Международного общества современной музыки. Писал музыку для театра и кино.

## Сочинения
- балет-пантомима для оркестра с солистами и хором «Горные вершины» / Wierchy (1950)
- балет «Комедианты» (1960; использована музыка 2-й симфонии)
- симфония № 1 (1943)
- симфония № 2 «Драматическая» / Dramatyczna (1956)
- симфоническая увертюра (1948)
- «Популярные сюиты» / Suita popularna (1947, 1952)
- «Гуральский триптих» для симфонического оркестра (1950)
- «Венгрия 1956» (1957)
- симфонические этюды для фортепиано с оркестром (1948)
- токката и фуга в форме вариаций для фортепиано с оркестром (1949)
- токката для малого оркестра (1947)
- шесть симфонических этюдов для фортепиано с оркестром (1947)
- кантата с солистами «Остров Горгон» / Wyspa Gorgon (на стихи Тадеуша Мициньского, 1939)
- кантата «Старая сказка» / Stara Ьаsn (1950)
- фортепианное трио (1953)
- струнные квартеты (1926, 1943)
- секстет (1935)

## Награды
- 1952 — Государственная премия ПНР
- 1955 — Государственная премия ПНР